# Vapa Cove
Die Vapa Cove (englisch; bulgarisch залив Вапа saliw Wapa) ist eine 1,65 km breite und 1,1 km lange Bucht an der Westküste von Liège Island im Palmer-Archipel westlich der Antarktischen Halbinsel. Sie liegt nördlich des Polezhan Point und südlich des Disilitsa Point. In ihr Kopfende mündet der Plejstor-Gletscher.
Britische Wissenschaftler kartierten sie 1978. Die bulgarische Kommission für Antarktische Geographische Namen benannte sie 2013 nach dem Berg Wapa im Rilagebirge in Bulgarien.